# F**kin’ Perfect
Fuckin’ Perfect ist ein Popsong der US-amerikanischen Sängerin Pink aus ihrem ersten Best-of-Album, Greatest Hits… So Far!!!. Es wurde am 14. Dezember 2010 als zweite Single nach Raise Your Glass veröffentlicht. Das Lied schrieb Pink zusammen mit Max Martin und Shellback, letztere sorgten für die Produktion des Liedes.

## Inhalt
Das Lied führt den Inhalt von Raise Your Glass fort, es handelt davon, dass Personen sich selbst akzeptieren und ihre wahre Identität zeigen sollen. Pink erklärte in einem Interview, dass ihr Ehemann Carey Hart sie am meisten zu dem Titel inspiriert hat. Das Musikvideo, produziert von Dave Meyers, ist eine kontroverse Botschaft gegen Depression und Suizid. Im Februar 2011 erreichte Fucking Perfect Platz 2 der amerikanischen Billboard Hot 100.

## Musikvideo

### Hintergrund
Die Dreharbeiten am Musikvideo zu Fuckin’ Perfect begannen am 5. Dezember 2010, während Pinks ersten Schwangerschaftswochen. Das Musikvideo zeigt das Leben einer Frau, die in ihrer Jugend und Kindheit viele Schwierigkeiten zu meistern hatte, um jetzt ein gutes Leben führen zu können. Die Hauptrolle im Musikvideo spielt Tina Majorino. Pink war begeistert von ihr und beschrieb sie als ein „einzigartiges Talent“. Die Regie zu Fuckin’ Perfect führte wie schon bei Pinks vorherigen Videos, Dave Meyers. Seine Weltpremiere hatte das Musikvideo am 19. Januar 2011 auf MTV.
Pink erklärte, das Video sei eine Botschaft an jeden, der Hilfe braucht. Sie beschrieb den Prozess zum Musikvideo als eine sehr emotionale Erfahrung und bezog den Titel Fuckin’ Perfect auf ihr ungeborenes Baby. Sie sagte: „Ich habe ein Leben in mir und ich möchte ihn oder sie wissen lassen, das sie von mir akzeptiert und geliebt werden, egal wie sie sind. Das Musikvideo soll seinen Zwecke erfüllen und Selbstmorde und Depressionen verhindern.“

### Inhalt
Das Video zeigt ein Liebespaar beim Sex; die Frau sieht unbeteiligt zur Seite. Der Mann lässt von der Frau ab und beide drehen sich voneinander weg. Sie starrt auf einen Teddybär und das Lied beginnt. Es folgt ein Rückblick in die Kindheit der Frau. Das Mädchen ist im Kindergarten, und ein Junge reißt ihr ihren Teddybär aus der Hand und ärgert sie, indem er ihn wegwirft. Daraufhin schlägt sie den Jungen und wird dabei von einer Kindergärtnerin erwischt. Nun werden verschiedene Lebensabschnitte des Mädchens gezeigt: sie ist einsam, streitet sich mit ihrer Mutter, sie von ihren Mitschülern ausgeschlossen, ist schlecht in der Schule und eifersüchtig auf ihre schlanken, gutaussehenden Klassenkameradinnen, klaut in einem Laden ein Kleid und wird dabei erwischt.
Danach sieht man sie vollkommen abgemagert in einem Badezimmer. Sie legt sich in die Badewanne und ritzt sich mit einer Rasierklinge das Wort „Perfect“ in den Unterarm. Zum Sterben bereit, lehnt sie sich in der Badewanne zurück, und die Musik stoppt. Ihr Blick gleitet durch das Badezimmer und sie erblickt den Teddybär. Sie wird sich ihrer Tat bewusst, erhebt sich (die Musik setzt erneut ein) und steigt aus der Wanne. Unter Tränen schneidet sie sich ihre langen Haare ab, scheint aber neuen Lebensmut gefunden zu haben und wandelt ihren Selbsthass in Kreativität um, die schon in früheren Szenen als Ventil und Leidenschaft angedeutet wurde. Sie malt ein Selbstporträt und man sieht sie zum ersten Mal lächeln. Auf einer anschließenden Kunstausstellung lernt sie einen Mann kennen.
Nun befindet man sich wieder am Anfang des Musikvideos und sieht das Liebespaar im Bett, der Mann (derselbe, den sie auf der Kunstausstellung kennenlernte) dreht sich wieder zu seiner Frau und umarmt sie, sie lächelt ihn an und steht aus dem Bett auf. In der letzten Szene geht die Frau in das Zimmer ihrer Tochter und legt den Teddybär neben diese. Sie schaut das schlafende Kind an und sagt „You are perfect to me“.

### Rezeption
MTV lobte das Video und bezeichnete es als „Werk, das hilft, sich die Folgen von Depressionen bewusst zu machen, so werden Jugendliche darauf aufmerksam gemacht und die Zahl von Suiziden geht zurück, auch wissen die Eltern durch das Video, auf welche Anzeichen von Depressionen sie bei ihren Kindern achten müssen, damit sie Schlimmeres verhindern.“

## Kommerzieller Erfolg
- Nach der Veröffentlichung von Greatest Hits… So Far!!! ging Fuckin’ Perfect durch hohe Downloadverkäufe auf Platz 10 in Australien, dort wurde es Pink siebter Top-Ten-Hit.[6]
- Im Vereinigten Königreich erreichte Fuckin’ Perfect Platz 10 der UK Top 40.
- Fuckin’ Perfect wurde am 14. Dezember 2010 in den USA veröffentlicht und debütierte auf Platz 86 der Billboard Hot 100. Eine Woche später wurde er von zahlreichen Radiosendern in den USA gespielt, dadurch gelang der Single den Sprung auf Platz 57 in der folgenden Woche. Danach wurde er zum meistgespielten Song der Woche und erreichte Platz 30. Mit der Veröffentlichung des kontroversen Musikvideos erreichte die Single Platz eins bei iTunes USA.[7] In den offiziellen Charts sprang der Titel von Platz 30 auf 11. Im Februar 2011 erreichte Fuckin’ Perfect Platz 2. Es wurde Pinks zwölfter Top-Ten-Hit in den USA.
- Ebenfalls die Top Ten erreichte der Titel in Kanada und Neuseeland.

## Charts
| ChartsChartplatzierungen       | Höchstplatzierung | Wochen |
| ------------------------------ | ----------------- | ------ |
| Deutschland (GfK)              | 7 (15 Wo.)        | 15     |
| Österreich (Ö3)                | 9 (12 Wo.)        | 12     |
| Schweiz (IFPI)                 | 15 (21 Wo.)       | 21     |
| Vereinigtes Königreich (OCC)   | 10 (20 Wo.)       | 20     |
| Vereinigte Staaten (Billboard) | 2 (30 Wo.)        | 30     |